# Running Scared (песма Елдара и Нигара)
Running Scared је поп песма азербејџанског дуета Ел и Ники, којим су освојили прво место на Песми Евровизије 2011. Тиме су постали први победници из Азербејџана у историји Евровизије. Песму су написали шведски аутори Стефан Ерн, Сандра Бјурман и Ијаин Фаргухансон (Stefan Örn, Sandra Bjurman, Iain Farguhanson).